# New York Crasnals
New York Crasnals – polski zespół muzyczny założony w styczniu 2004 w Krakowie przez Jacka Smolickiego (śpiew, gitara, sample), Marcina Białotę (bas) i Michał Smolickiego (perkusja), którzy wcześniej grali w post-rockowej grupie Idioten Camera działającej w latach 2002–2004.
Kilka miesięcy po rozpoczęciu działalności muzycy wydali demo pt. Uwaga! Roboty Na Wysokości, którym – mimo garażowego brzmienia – zainteresowały się lokalne stacje radiowe, w tym Radio Kraków. W 2005 zarejestrowali materiał, który wydali własnym nakładem jako Moralless Parables, a następnie jako EP-kę pt. Crack of City w niezależnym wydawnictwie Everycolor Production. Ich piosenki były emitowane w radiowej Trójce, a piosenka „Long-sleeved Marco Polo” została umieszczona na składance pt. Offensywa 2 sygnowanej przez Piotra Stelmacha. W 2007 muzycy nagrali utwór „Ceremony” na potrzeby projektu Warszawa. Tribute to Joy Division, będącego zbiorem coverów piosenek manchesterskiej grupy w wykonaniu polskich zespołów z kręgu muzyki alternatywnej.
W grudniu 2007 nakładem Kuka Records wydali album studyjny pt. Faces And Noises We Can Make, który zapewnił im miano jednego z odkryć muzyki alternatywnej w Polsce. W 2008 zagrali na festiwalach alternatywnych: Open'er Festival w Gdyni i Off Festival w Mysłowicach. W styczniu 2009 byli nominowani do nagrody Kulturalny Odlot dla artysty roku w plebiscycie „Gazety Wyborczej”. 12 czerwca 2010 wydali album pt. Women in Love, Men in Uniforms, a w ramach promocji płyty zagrali koncerty na antenie Polskiego Radia Euro.

## Skład
- Jacek Smolicki - gitara, wokal, sample
- Marcin Białota - gitara basowa
- Michał Smolicki - perkusja
- gościnny udział: Łukasz Lembas - gitara basowa, Roman Głowacki - saksofon, Maciej Kawiorski - akordeon

Poprzednie zespoły członków NYC: Idioten Camera (2000-2004), Michał Smolicki występował w 2006 wraz z krakowskim zespołem Music Unsola.
Działalność solowa: Jacek Smolicki działa pod szyldem S-mol, Marcin Białota prowadzi swój projekt Paharose, a Michał Smolicki grupy Bad Light District, Jesus And The Hooligans.

## Dyskografia

### Płyty demo
- Uwaga! Roboty Na Wysokości (demo, 2004)
- Moralless Parables (LP, prod. wł. 2005)

### Wydawnictwa
- Crack Of City (EP, everycolor production, 2006)
- Faces And Noises We Can Make (LP, kuka records, 2007)
- Women In Love, Men In Uniforms (LP, kuka records, 2010)

### Kompilacje
- Warszawa. Tribute To Joy Division (cover: Ceremony, kuka records, 2007)
- Offensywa 2 (Long Sleeved Marco Polo, polskie radio, 2007)
- Agnieszka Szydłowska - Program Alternatywny (Hello Cold Child, Isound, 2008)
- Live-Forms / Live recordings 2005-2010[6]

## Wideografia
- Shoes (Faces And Noises We Can Make, Kuka Records 2007, rez. Jacek Smolicki)
- Blear - eyed Discus Thrower (Crack Of City, reż Filip Załuska Blear - eyed Discus Thrower